# Circuito de Bremgarten
El circuito de Bremgarten es un circuito de carreras semipermanente de 7.280 metros de extensión, que utiliza rutas de la localidad de Bremgarten bei Bern, Suiza.
Albergó el Gran Premio de Suiza entre los años 1934 y 1939 y de 1947 a 1954, el cual fue parte del Campeonato Mundial de Fórmula 1 a partir de 1950. El Gran Premio de Berna de Motociclismo se corrió en Bremgarten desde 1931 hasta 1937, y luego volvió a disputarse en 1947 y 1948. Cuando se estrenó el Campeonato Mundial de Motociclismo, la carrera pasó a llamarse Gran Premio de Suiza de Motociclismo; las ediciones de 1949 y 1951 hasta 1954 tuvieron lugar en Bremgarten.
Luego de un accidente grave en las 24 Horas de Le Mans, el gobierno suizo prohibió las carreras motorizadas en circuitos. Por tanto, Bremgarten se dejó de usar y ambos grandes premios desaparecieron.

## Ganadores

### Fórmula 1
| Año     | Piloto             | Constructor | Fecha        | Resultados |
| ------- | ------------------ | ----------- | ------------ | ---------- |
| 1950    | Giuseppe Farina    | Alfa Romeo  | 4 de junio   | Resultados |
| 1951    | Juan Manuel Fangio | Alfa Romeo  | 27 de mayo   | Resultados |
| 1952    | Piero Taruffi      | Ferrari     | 18 de mayo   | Resultados |
| 1953    | Alberto Ascari     | Ferrari     | 23 de agosto | Resultados |
| 1954    | Juan Manuel Fangio | Mercedes    | 22 de agosto | Resultados |
| Fuente: |                    |             |              |            |